# Lopholejeunea latilobula
Lopholejeunea latilobula là một loài Rêu trong họ Lejeuneaceae. Loài này được Verd. mô tả khoa học đầu tiên năm 1934.